# Heterochelus anomalus
Heterochelus anomalus är en skalbaggsart som beskrevs av Hermann Burmeister 1844. Heterochelus anomalus ingår i släktet Heterochelus och familjen Melolonthidae. Inga underarter finns listade i Catalogue of Life.